# Tirídates I de Partia
Tirídates o Terídates es el nombre persa que Arriano da en su Parthica al hermano de Arsaces I, el fundador del reino de Partia, y a quien indica sucedió aproximadamente en 246 a. C.. Muchos historiadores dudan de la existencia de este personaje o al menos su ascenso al trono. Sin embargo, el relato de Arriano no parece basarse en hechos, por lo que los historiadores modernos creen que Arsaces continuó gobernando Partia hasta 211 a. C..
Según Arriano, Tirídates siguió en Partia un corto tiempo, durante la disolución del Imperio Seléucida debido a los ataques de Ptolomeo III sucedidos desde 246 a. C. en adelante. Tirídates fue derrotado y expulsado por Seleuco II cerca del año 238 a. C.; sin embargo, cuando la rebelión comandada por Antíoco Hierax, hermano de Seleuco, obligó a este a regresar a Occidente, Tirídates volvió y venció a los seléucidas. Tirídates adoptó el nombre de su propio hermano, Arsaces, lo cual fue imitado por los siguientes reyes partos.

## Tirídates según la arqueología
No existen evidencias numismáticas y epigráficas que apoyen la versión de Flavio Arriano. Sin embargo sí sabemos que Justino (41.5.7), identifica a un Arsaces II de Partia como hijo y sucesor del primer rey parto, Arsaces I. Versión corroborada por la epigrafía, gracias a los textos aparecidos en Nisa (primera capital parta) durante las excavaciones soviéticas de los años 50, el llamado Nisa-II confirma la relación paterno-filial entre Arsaces I y Arsaces II.
A Arsaces II le sustituyó Priapatios; Justino no menciona (41.5.8-9) la relación entre Arsaces II y Priapatios; sin embargo gracias al descubrimiento de un ostracon en Nisa, por los soviéticos en 1955, se demostró la relación familiar entre los dos primeros reyes arsácidas y Priapatios.

Línea 1 ṠNT IC XX XX X III III I 'rṡk MLK' BRY B'RY Z'Y 'Pryptk Línea 2 BRY 'HY BRY 'ZY' 'rṡk
    Traducción: Línea 1 Año 157 AE (90-91 a. C.). Rey Arsaces, nieto de Priapatios; Línea 2 hijo de sobrino de Arsaces

Este ostracon fechado en el reinado de Gotarces I (91-87 a. C.), nieto de Priapatios, confirmaría la relación familiar entre Arsaces I, Arsaces II y Priapatios a través de un hermano de Arsaces, posiblemente Tirídates, el personaje mencionado por Flavio Arriano. En otra línea, Justino (41.6.9) afirma que Arsaces I era bisabuelo de Mitrídates I (también hijo de Priapatios), si exceptuamos un error de traducción entre proavus y propatruus (bisabuelo/ tío abuelo), podríamos establecer varias relaciones:

Priapatios podría ser hijo de un hijo de Tirídates y una hija de Arsaces I.
    Priapatios pudo haberse casado con una nieta de Arsaces I.
    Por último, Priapatios podría haber sido nieto de Arsaces I y Tirídates, y casarse con una hija de Arsaces II.